# Peter Abildgaard

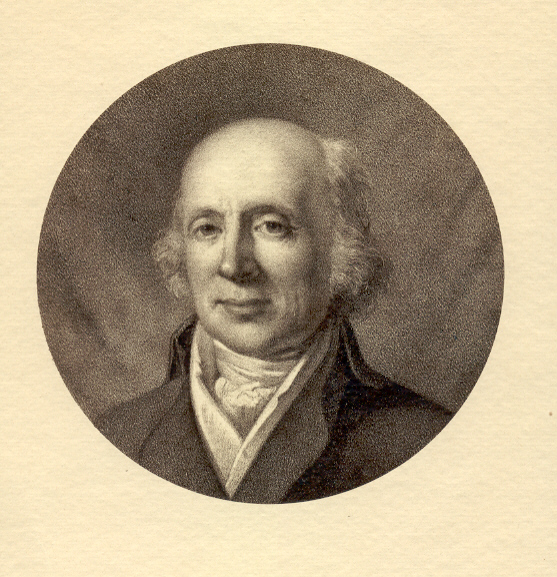
Peter Abildgaard

Peter Abildgaard (ur. 22 grudnia 1740, zm. 21 stycznia 1801) – duński lekarz i lekarz weterynarii. 
Jako student medycyny, Abildgaard wyjechał do Francji, gdzie w latach 1763–1766 studiował weterynarię. W 1770 roku opublikował dzieło "En dansk Heste- og Qvæg-Læge", a w 1773 roku założył w Christianshavn prywatną szkołę weterynaryjną. Jednym z osiągnięć Abildgaarda na polu weterynarii było opracowanie lepszych podków końskich.